# 노란등다이커
노란등다이커 (Cephalophus silvicultor)는 숲에서 서식하는 영양의 일종으로 우제목/경우제목 소과에 속한다. 노란등다이커는 다이커 중에서 가장 널리 분포하는 종이다. 세네갈부터 우간다에 이르는 아프리카 중부와 서부 지역의 거의 모든 곳에서 발견되며, 감비아에서도 서식하는 것으로 추정된다. 분포 지역은 남쪽으로 르완다와 부룬디, 콩고민주공화국 그리고 대부분의 잠비아 지역까지 확장된다.